# 腹斑鬚蟾鰧
腹斑鬚蟾鰧為輻鰭魚綱鱸形目南極魚亞目阿氏龍鰧科的其中一種，分布於南冰洋威德爾海及南極洲東部海域，棲息深度247-460公尺，體長可達26公分，為底棲性魚類，屬肉食性，生活習性不明。

## 擴展閱讀
維基物種上的相關：腹斑鬚蟾鰧